# Рікарду Куарежма
Ріка́рду Куаре́жма Андра́ді Берна́рду (порт. Ricardo Andrade Quaresma Bernardo; нар. 26 вересня 1983, Лісабон, Португалія) — португальський футболіст, атакувальний півзахисник і вінгер клубу «Віторія» (Гімарайнш).
Виступав, зокрема, за клуби «Порту» та «Бешикташ», а також національну збірну Португалії.
Чотириразовий чемпіон Португалії. Дворазовий володар Кубка Португалії. Володар Кубка Англії з футболу. Володар Кубка Італії. Чемпіон Італії. Володар Кубка Туреччини. Володар Кубка Президента ОАЕ. Дворазовий чемпіон Туреччини. Володар Міжконтинентального кубка. Переможець Ліги чемпіонів УЄФА. У складі збірної — чемпіон Європи.

## Клубна кар'єра

### «Спортінг»
Свою кар'єру Рікарду почав 2001 року в молодіжній академії «Спортінга». У сезоні 2000/2001 він дебютував у команді Б, зігравши 15 матчів. У наступному сезоні він був переведений в основну команду і зіграв 28 матчів, забив 3 голи, ставши одним з ключових гравців команди. Дебют Рікарду в лізі припав на матч проти «Порту». У сезоні 2002/2003 результати «Спортінга» не вражали вболівальників, які тут же звинуватили в цьому тренера Ласло Болоні, який не випускав на поле одночасно Куарежму та Кріштіану Роналду.

### «Барселона»
2003 року Куарежма був проданий в «Барселону» за 6 млн євро. Він дебютував у складі каталонців в товариському матчі проти «Мілана», тут же забивши свій перший гол за клуб. У тому сезоні Рікарду зіграв 10 матчів в основному складі і 11 раз виходив на заміну, але забив лише 1 гол. Виступав за каталонців під номером 20. У заключні тижні сезону він отримав травму та змушений був пропустити чемпіонат Європи серед молодіжних команд 2004.
У той час, коли проходив Євро-2004, він оголосив, що відмовляється грати в «Барселоні», поки Франк Райкаард керує командою, чим привернув до себе великий інтерес з боку європейських клубів. У результаті чого він покинув «Барселону», яка отримала Деку з «Порту», а в обмін віддала Куарежму та 15 млн євро.

### «Порту»
Рікарду перейшов у «Порту» влітку 2004 року за 6 мільйонів євро.
Кар'єру в «Порту» Куарежма почав з гола в Суперкубку УЄФА та переможного м'яча у ворота «Бенфіки» в матчі на Суперкубок Португалії. За сезон він зіграв 32 матчі і забив 5 голів. Він також вніс свій внесок у перемогу над колумбійським «Онсе Кальдас» в Міжконтинентальному кубку з рахунком 8:7 по пенальті. Однак у чемпіонаті клуб 3 очки поступився «Бенфіці» і став другим.

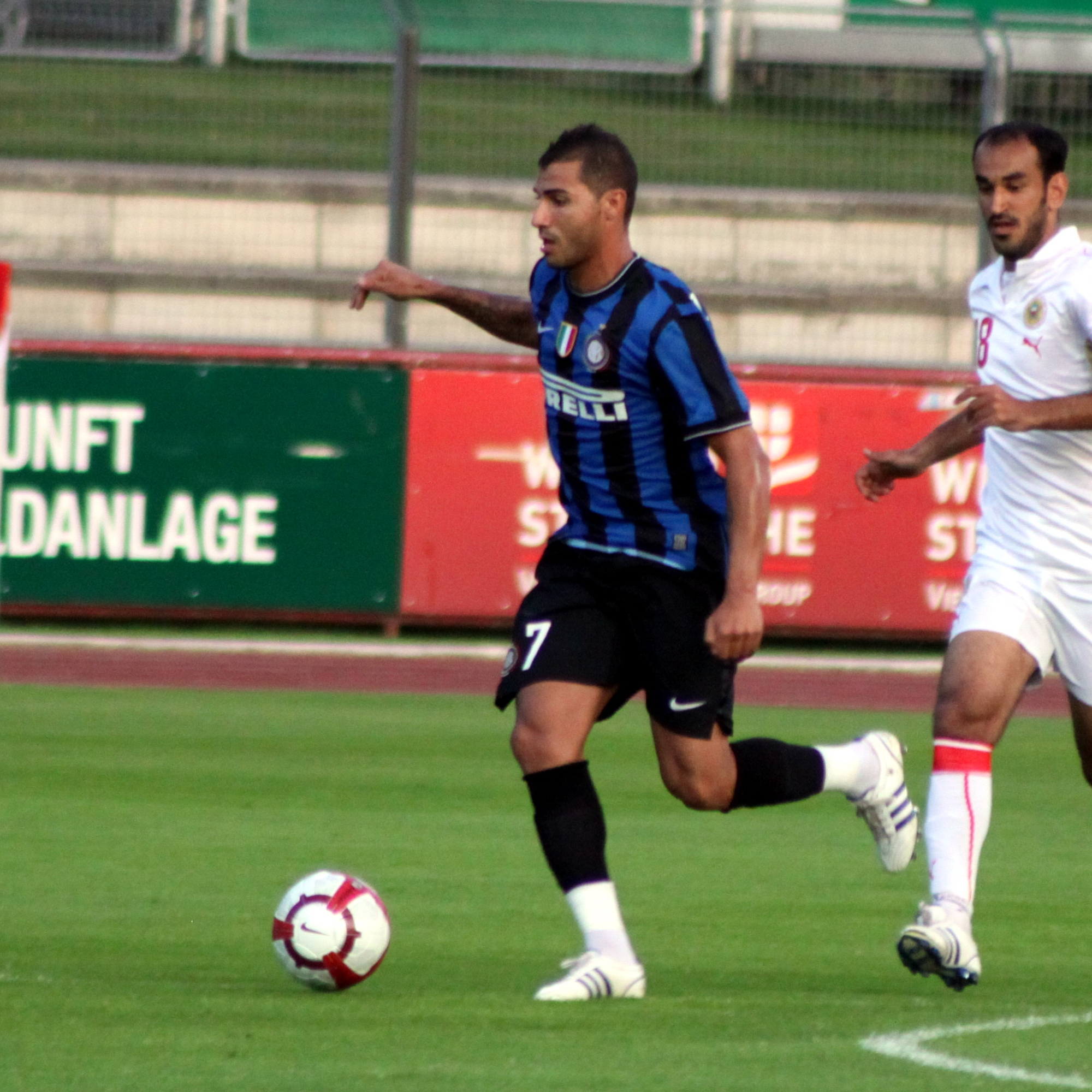
Куарежма в складі «Інтернаціонале»

У сезоні 2005/2006 Куарежма знову показував відмінну гру, допоміг клубу взяти реванш у «Бенфіки» і стати чемпіоном Португалії. Однак тренер збірної Португалії Луїс Феліпе Сколарі не взяв його на чемпіонат світу 2006 року.

### «Інтернаціонале»
1 вересня 2008 року Куарежма підписав п'ятирічний контракт з італійським клубом «Інтернаціонале» строком до 30 червня 2013 року. У своїй новій команді португалець отримав 77-й номер. 13 вересня Куарежма в дебютному матчі за «Інтер» забив свій перший гол. Рікарду був виключений із заявки «Інтера» для участі в плей-оф Ліги чемпіонів. Після завершення кар'єри Луїша Фігу 2009 року, футболіст взяв вакантний номер «7». Проте за 2 неповних роки в складі міланців Куарежма з різних причин (головною з яких став брак тренерської довіри) так і не зміг наблизитися до свого рівня часів «Порту», провівши в основному складі незначну кількість ігор.

### «Челсі»
2 лютого 2009 року Куарежма приєднався до «Челсі» на правах оренди до кінця сезону. Португалець вибрав собі номер «18». Футболка з цією цифрою стала вільною після переходу захисника Вейна Бриджа в «Манчестер Сіті». Після закінчення оренди Рікарду повернувся в «Інтер».

### «Бешикташ»
13 червня 2010 року Куарежма перейшов у турецький «Бешикташ», сума трансферу склала 6 млн фунтів стерлінгів. Перший гол за новий клуб Рікарду забив у матчі Ліги Європи проти «Вікторії». В тому ж сезоні виграв з клубом Кубок Туреччини, забивши перший гол у фіналі проти клубу «Істанбул ББ» (2:2, 4:3 пен.)
20 грудня 2012 року угоду Куарежми з «Бешикташем» було розірвано за обопільною згодою сторін, при цьому стамбульський клуб зобов'язався виплатити футболісту неустойку в розмірі 1480000 євро.

### «Аль-Ахлі»
8 січня 2013 року Куарежма підписав контракт за схемою 1,5+1 з дубайським «Аль-Ахлі». 28 травня Куарежма взяв участь в переможному фіналі Кубка Президента ОАЕ проти «Аль-Шабаба» (4:3), а наступного дня «Аль-Ахлі» оголосив про розірвання контракту з португальцем. Одночасно з Рікарду стан тріумфатора Кубка Президента покинули головний тренер Кіке Санчес Флорес та захисник Юссеф Мохамад. Залишивши дубайський клуб, Куарежма, однак, не поспішав залишати Дубай і наступні півроку продовжив жити в ОАЕ. Лише 5 грудня Куарежма покинув Дубай та повернувся до Португалії.

### Повернення в «Порту»
1 січня 2014 року Куарежма був офіційно представлений як гравець «Порту». Його перше тренування з командою, яке відбулося в той же день, відвідали більше 10 тисяч осіб. Дебютував Куарежма за новий клуб 12 січня в матчі з «Бенфікою» (0:2), вийшовши на заміну. 15 січня у матчі Кубка ліги з «Пенафіелом» забив переможний гол, перший після повернення.

### Повернення до «Бешикташа»
У липні 2015 року повернувся до турецького «Бешикташа». На зустрічі з уболівальниками назвав своїм завданням перемогу у чемпіонаті Туреччини. У першому ж сезоні після повернення до Стамбула допоміг команді здобути чемпіонський титул.

### Подальша кар'єра
Протягом 2019—2020 років захищав кольори клубу «Касимпаша».
До складу «Віторії» приєднався 7 вересня 2020 року, підписавши з клубом 2-річний контракт. Станом на 30 квітня 2021 року відіграв за клуб з Гімарайнша 25 матчів в національному чемпіонаті.

## Кар'єра в збірній

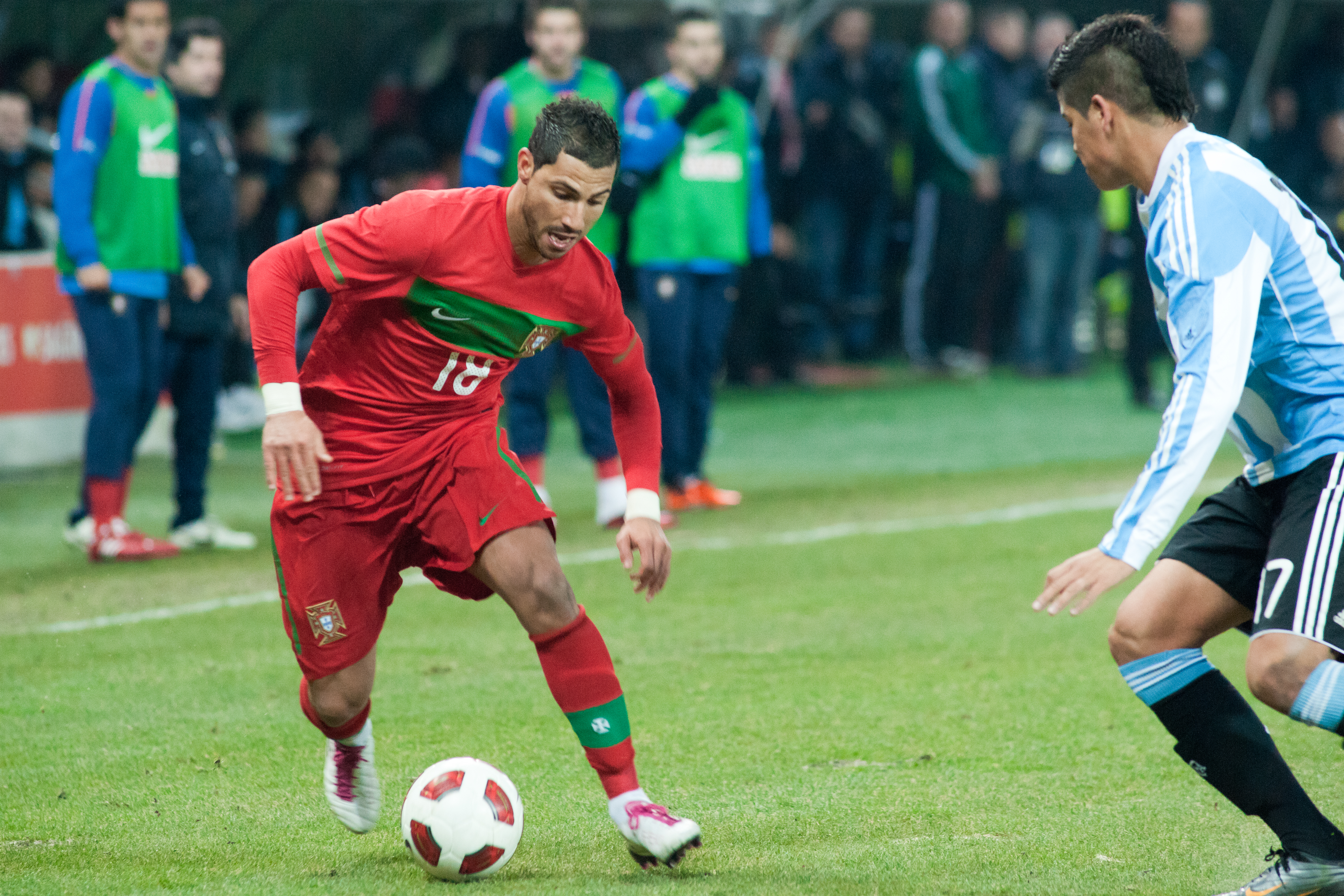
Рікарду Куарежма в матчі проти збірної Аргентини

2000 року Куарежма допоміг юнацькій збірній Португалії виграти чемпіонат Європи серед 17-річних.
У національній збірній Португалії Рікарду дебютував у червні 2003 року у віці 20 років у товариському матчі проти Болівії. 24 березня 2007 року він забив свій перший гол за збірну у грі проти збірної Бельгії. Брав участь в чемпіонаті Європи 2008 року, де забив 1 гол у ворота збірної Чехії. З 2009 по кінець 2010 року нечасто викликався в збірну. З 2011 року знову активно залучається до ігор національної команди.
Був включений до заявки збірної на чемпіонат Європи 2012 року, проте жодного разу в іграх турніру на поле не виходив.
За чотири роки, у 2016, був учасником Євро-2016, на якому взяв участь в усіх матчах португальців і допоміг їм уперше в історії здобути титул континентальних чемпіонів. Здебільшого виходив на заміни ближче до кінця матчів, за виключенням гри групового етапу проти австрійців, яку розпочинав у стартовому складі, а також фінального матчу проти господарів, збірної Франції, під час якого вийшов на поле вже на 25-й хвилині, замінивши капітана і лідера збірної Кріштіану Роналду, який отримав пошкодження. На турнірі відзначився одним голом — вийшовши на заміну за три хвилини до завершення основного часу гри 1/8 фіналу проти збірної Хорватії, став автором єдиного і, відповідно, переможного голу, забивши його за три хвилини до завершення додаткового часу матчу.

### Особисте життя
Через своє циганське коріння гравець отримав прізвисько O Cigano (Циган).

## Статистика виступів

### Статистика клубних виступів
| Сезон                | Команда               | Чемпіонат            | Чемпіонат | Чемпіонат | Національний кубок | Національний кубок | Національний кубок | Континентальні кубки | Континентальні кубки | Континентальні кубки | Інші змагання | Інші змагання | Інші змагання | Усього | Усього |
| Сезон                | Команда               | Ліга                 | Ігор      | Голів     | Ліга               | Ігор               | Голів              | Ліга                 | Ігор                 | Голів                | Ліга          | Ігор          | Голів         | Ігор   | Голів  |
| -------------------- | --------------------- | -------------------- | --------- | --------- | ------------------ | ------------------ | ------------------ | -------------------- | -------------------- | -------------------- | ------------- | ------------- | ------------- | ------ | ------ |
| 2001–02              | «Спортінг»            | ПЛ                   | 28        | 3         | КП                 | 6                  | 2                  | КУЄФА                | 2                    | 0                    | -             | -             | -             | 36     | 5      |
| 2002–03              | «Спортінг»            | ПЛ                   | 31        | 5         | КП                 | 2                  | 0                  | КУЄФА                | 2                    | 0                    | СП            | 1             | 0             | 36     | 5      |
| Усього за «Спортінг» | Усього за «Спортінг»  | Усього за «Спортінг» | 59        | 8         |                    | 8                  | 2                  |                      | 4                    | 0                    |               | 1             | 0             | 72     | 10     |
| 2003–04              | «Барселона»           | ПД                   | 22        | 1         | КІ                 | 2                  | 0                  | КУЄФА                | 4                    | 0                    | -             | -             | -             | 28     | 1      |
| 2004–05              | «Порту»               | ПЛ                   | 32        | 5         | КП                 | 1                  | 0                  | ЛЧ                   | 8                    | 0                    | СП+СУ+МКК     | 1+1+1         | 1+1+0         | 44     | 7      |
| 2005–06              | «Порту»               | ПЛ                   | 29        | 5         | КП                 | 4                  | 0                  | ЛЧ                   | 6                    | 0                    | -             | -             | -             | 39     | 5      |
| 2006–07              | «Порту»               | ПЛ                   | 26        | 6         | КП                 | 1                  | 0                  | ЛЧ                   | 8                    | 2                    | СП            | 1             | 0             | 35     | 8      |
| 2007–08              | «Порту»               | ПЛ                   | 27        | 8         | КП+КЛ              | 3+0                | 1                  | ЛЧ                   | 8                    | 2                    | СП            | 1             | 0             | 39     | 11     |
| 2008-січ. 2009       | «Інтернаціонале»      | A                    | 13        | 1         | КІ                 | 0                  | 0                  | ЛЧ                   | 6                    | 0                    | СІ            | 0             | 0             | 19     | 1      |
| січ.-черв. 2009      | «Челсі»               | ПЛ                   | 4         | 0         | КА+КЛ              | 1+0                | 0                  | ЛЧ                   | -                    | -                    | СКА           | -             | -             | 5      | 0      |
| 2009–10              | «Інтернаціонале»      | A                    | 11        | 0         | КІ                 | 0                  | 0                  | ЛЧ                   | 2                    | 0                    | СІ            | 0             | 0             | 13     | 0      |
| Усього за «Інтер»    | Усього за «Інтер»     | Усього за «Інтер»    | 24        | 1         |                    | 0                  | 0                  |                      | 8                    | 0                    |               | 0             | 0             | 32     | 1      |
| 2010–11              | «Бешикташ»            | SL                   | 21        | 3         | TK                 | 8                  | 3                  | ЛЄ                   | 10                   | 5                    | -             | -             | -             | 39     | 11     |
| 2011–12              | «Бешикташ»            | SL                   | 25        | 5         | TK                 | 1                  | 0                  | ЛЄ                   | 8                    | 2                    | -             | -             | -             | 34     | 7      |
| 2012-січ. 2013       | «Бешикташ»            | SL                   | 0         | 0         | TK                 | 0                  | 0                  | -                    | 0                    | 0                    | -             | -             | -             | 0      | 0      |
| січ.-черв. 2013      | «Аль-Аглі» (Дубай)    | ПЛ                   | 10        | 2         | КОАЕ               | 1                  | 1                  | -                    | -                    | -                    | КЛ            | 0             | 0             | 11     | 3      |
| січ.-черв. 2014      | «Порту»               | ПЛ                   | 12        | 4         | КП+КЛ              | 3+3                | 1+1                | ЛЄ                   | 6                    | 4                    | СП            | -             | -             | 24     | 10     |
| 2014–15              | «Порту»               | ПЛ                   | 25        | 6         | КП+КЛ              | 0+3                | 0+1                | ЛЧ                   | 10                   | 3                    | -             | -             | -             | 38     | 10     |
| Усього за «Порту»    | Усього за «Порту»     | Усього за «Порту»    | 151       | 34        |                    | 20                 | 4                  |                      | 46                   | 11                   |               | 5             | 2             | 222    | 51     |
| 2015–16              | «Бешикташ»            | СЛ                   | 26        | 4         | КТ                 | 5                  | 0                  | ЛЄ                   | 6                    | 1                    | -             | -             | -             | 37     | 5      |
| 2016–17              | «Бешикташ»            | СЛ                   | 29        | 2         | КТ                 | 3                  | 1                  | ЛЧ+ЛЄ                | 6+5                  | 3+0                  | СКТ           | 1             | 0             | 44     | 6      |
| 2017–18              | «Бешикташ»            | СЛ                   | 22        | 3         | КТ                 | 3                  | 1                  | ЛЧ                   | 7                    | 0                    | СКТ           | 1             | 0             | 33     | 4      |
| 2018–19              | «Бешикташ»            | СЛ                   | 26        | 3         | КТ                 | 0                  | 0                  | ЛЄ                   | 8                    | 1                    | -             | -             | -             | 34     | 4      |
| серп. 2019           | «Бешикташ»            | СЛ                   | 1         | 0         | КТ                 | -                  | -                  | ЛЄ                   | -                    | -                    | -             | -             | -             | 1      | 0      |
| Усього за «Бешикташ» | Усього за «Бешикташ»  | Усього за «Бешикташ» | 154       | 21        |                    | 21                 | 5                  |                      | 50                   | 12                   |               | 2             | 0             | 227    | 38     |
| серп. 2019–20        | «Касимпаша»           | СЛ                   | 26        | 4         | КТ                 | 0                  | 0                  | -                    | -                    | -                    | -             | -             | -             | 26     | 4      |
| 2020–21              | «Віторія» (Гімарайнш) | ПЛ                   | 25        | 3         | КП+КЛ              | 2+1                | 0                  | -                    | -                    | -                    | -             | -             | -             | 28     | 3      |
| Усього за кар'єру    | Усього за кар'єру     | Усього за кар'єру    | 474       | 74        |                    | 54                 | 12                 |                      | 112                  | 23                   |               | 8             | 2             | 649    | 111    |

### Статистика виступів за збірну
Станом на 3 липня 2017 року
| Дата       | Місто              | Господарі         | Результат               | Гості                | Турнір                | Голи | Примітки                     |
| ---------- | ------------------ | ----------------- | ----------------------- | -------------------- | --------------------- | ---- | ---------------------------- |
| 10-6-2003  | Оейраш             | Португалія        | 4 – 0                   | Болівія              | товариський матч      | -    | 46'                          |
| 17-11-2004 | Люксембург         | Люксембург        | 0 – 5                   | Португалія           | Відбір до ЧС 2006     | -    | 46'                          |
| 4-6-2005   | Лісабон            | Португалія        | 2 – 0                   | Словаччина           | Відбір до ЧС 2006     | -    | 77'                          |
| 17-8-2005  | Понта-Делгада      | Португалія        | 2 – 0                   | Єгипет               | товариський матч      | -    | 46'                          |
| 1-3-2006   | Дюссельдорф        | Португалія        | 3 – 0                   | Саудівська Аравія    | товариський матч      | -    | 46'                          |
| 15-11-2006 | Коїмбра            | Португалія        | 3 – 0                   | Казахстан            | Відбір до ЧЄ 2008     | -    | 58'                          |
| 6-2-2007   | Лондон             | Бразилія          | 0 – 2                   | Португалія           | товариський матч      | -    |                              |
| 24-3-2007  | Лісабон            | Португалія        | 4 – 0                   | Бельгія              | Відбір до ЧЄ 2008     | 1    | 70'                          |
| 28-3-2007  | Белград            | Сербія            | 1 – 1                   | Португалія           | Відбір до ЧЄ 2008     | -    | 82'                          |
| 2-6-2007   | Брюссель           | Бельгія           | 1 – 2                   | Португалія           | Відбір до ЧЄ 2008     | -    | 76'                          |
| 5-6-2007   | Ель-Кувейт         | Кувейт            | 1 – 1                   | Португалія           | товариський матч      | -    |                              |
| 22-8-2007  | Єреван             | Вірменія          | 1 – 1                   | Португалія           | Відбір до ЧЄ 2008     | -    | 63'                          |
| 8-9-2007   | Лісабон            | Португалія        | 2 – 2                   | Польща               | Відбір до ЧЄ 2008     | -    | 69'                          |
| 12-9-2007  | Лісабон            | Португалія        | 1 – 1                   | Сербія               | Відбір до ЧЄ 2008     | -    | 65'                          |
| 13-10-2007 | Баку               | Азербайджан       | 0 – 2                   | Португалія           | Відбір до ЧЄ 2008     | -    | 70'                          |
| 17-10-2007 | Алмати             | Казахстан         | 1 – 2                   | Португалія           | Відбір до ЧЄ 2008     | -    | 85'                          |
| 17-11-2007 | Лейрія             | Португалія        | 1 – 0                   | Вірменія             | Відбір до ЧЄ 2008     | -    | 61'                          |
| 21-11-2007 | Порту              | Португалія        | 0 – 0                   | Фінляндія            | Відбір до ЧЄ 2008     | -    | 85'                          |
| 6-2-2008   | Цюрих              | Італія            | 3 – 1                   | Португалія           | товариський матч      | 1    |                              |
| 26-3-2008  | Дюссельдорф        | Греція            | 2 – 1                   | Португалія           | товариський матч      | -    | 67'                          |
| 31-5-2008  | Візеу              | Португалія        | 2 – 0                   | Грузія               | товариський матч      | -    | 46'                          |
| 11-6-2008  | Женева             | Чехія             | 1 – 3                   | Португалія           | ЧЄ 2008               | 1    | 80'                          |
| 15-6-2008  | Базель             | Швейцарія         | 2 – 0                   | Португалія           | ЧЄ 2008               | -    |                              |
| 11-10-2008 | Стокгольм          | Швеція            | 0 – 0                   | Португалія           | Відбір до ЧС 2010     | -    | 65' 80'                      |
| 15-10-2008 | Брага              | Португалія        | 0 – 0                   | Албанія              | Відбір до ЧС 2010     | -    | 55'                          |
| 3-9-2010   | Гімарайш           | Португалія        | 4 – 4                   | Кіпр                 | Відбір до ЧЄ 2012     | -    |                              |
| 7-9-2010   | Осло               | Норвегія          | 1 – 0                   | Португалія           | Відбір до ЧЄ 2012     | -    | 84'                          |
| 9-2-2011   | Женева             | Португалія        | 1 – 2                   | Аргентина            | товариський матч      | -    | 60' 74'                      |
| 26-3-2011  | Лейрія             | Португалія        | 1 – 1                   | Чилі                 | товариський матч      | -    | 62'                          |
| 29-3-2011  | Авейру             | Португалія        | 2 – 0                   | Фінляндія            | товариський матч      | -    | 68'                          |
| 11-10-2011 | Копенгаген         | Данія             | 2 – 1                   | Португалія           | Відбір до ЧЄ 2012     | -    | 65'                          |
| 15-11-2011 | Лісабон            | Португалія        | 6 – 2                   | Боснія і Герцеговина | Відбір до ЧЄ 2012     | -    | 83'                          |
| 29-2-2012  | Варшава            | Польща            | 0 – 0                   | Португалія           | товариський матч      | -    | 76'                          |
| 26-5-2012  | Лейрія             | Португалія        | 0 – 0                   | Північна Македонія   | товариський матч      | -    |                              |
| 2-6-2012   | Лісабон            | Португалія        | 1 – 3                   | Туреччина            | товариський матч      | -    | 86'                          |
| 11-10-2014 | Сен-Дені           | Франція           | 2 – 1                   | Португалія           | товариський матч      | 1    | 68'                          |
| 14-10-2014 | Копенгаген         | Данія             | 0 – 1                   | Португалія           | Відбір до ЧЄ 2016     | -    | 84'                          |
| 14-11-2014 | Фару               | Португалія        | 1 – 0                   | Вірменія             | Відбір до ЧЄ 2016     | -    | 70'                          |
| 18-11-2014 | Манчестер          | Аргентина         | 0 – 1                   | Португалія           | товариський матч      | -    | 46'                          |
| 29-3-2015  | Лісабон            | Португалія        | 2 – 1                   | Сербія               | Відбір до ЧЄ 2016     | -    | 78'                          |
| 16-6-2015  | Женева             | Італія            | 0 – 1                   | Португалія           | товариський матч      | -    | 87'                          |
| 4-9-2015   | Лісабон            | Португалія        | 0 – 1                   | Франція              | товариський матч      | -    | 67'                          |
| 7-9-2015   | Ельбасан           | Албанія           | 0 – 1                   | Португалія           | Відбір до ЧЄ 2016     | -    | 65'                          |
| 8-10-2015  | Брага              | Португалія        | 1 – 0                   | Данія                | Відбір до ЧЄ 2016     | -    | 82'                          |
| 11-10-2015 | Белград            | Сербія            | 1 – 2                   | Португалія           | Відбір до ЧЄ 2016     | -    |                              |
| 25-3-2016  | Лейрія             | Португалія        | 0 – 1                   | Болгарія             | товариський матч      | -    | 65' 90+1'                    |
| 29-3-2016  | Лейрія             | Португалія        | 2 – 1                   | Бельгія              | товариський матч      | -    |                              |
| 29-5-2016  | Порту              | Португалія        | 3 – 0                   | Норвегія             | товариський матч      | 1    | 60'                          |
| 2-6-2016   | Лондон             | Англія            | 1 – 0                   | Португалія           | товариський матч      | -    | 60'                          |
| 8-6-2016   | Лісабон            | Португалія        | 7 – 0                   | Естонія              | товариський матч      | 2    |                              |
| 14-6-2016  | Сент-Етьєн         | Португалія        | 1 – 1                   | Ісландія             | ЧЄ 2016 - 1-й етап    | -    | 76'                          |
| 18-6-2016  | Париж              | Португалія        | 0 – 0                   | Австрія              | ЧЄ 2016 - 1-й етап    | -    | 71' 31'                      |
| 22-6-2016  | Ліон               | Угорщина          | 3 – 3                   | Португалія           | ЧЄ 2016 - 1-й етап    | -    | 61'                          |
| 25-6-2016  | Ланс               | Хорватія          | 0 – 1 д.ч.              | Португалія           | ЧЄ 2016 - 1/8 фіналу  | 1    | 87'                          |
| 30-6-2016  | Марсель            | Польща            | 1 – 1 д.ч. (3 – 5 п.п.) | Португалія           | ЧЄ 2016 - чвертьфінал | -    | 80'                          |
| 6-7-2016   | Десін-Шарп'є       | Португалія        | 2 – 0                   | Уельс                | ЧЄ 2016 - півфінал    | -    | 87'                          |
| 10-7-2016  | Сен-Дені           | Португалія        | 1 – 0 д.ч.              | Франція              | ЧЄ 2016 - Фінал       | -    | 25' - 1-й чемпіонський титул |
| 1-9-2016   | Порту              | Португалія        | 5 – 0                   | Гібралтар            | товариський матч      | -    | 46'                          |
| 6-9-2016   | Базель             | Швейцарія         | 2 – 0                   | Португалія           | Відбір до ЧС 2018     | -    | 68'                          |
| 7-10-2016  | Авейру             | Португалія        | 6 – 0                   | Андорра              | Відбір до ЧС 2018     | -    |                              |
| 10-10-2016 | Торсгавн           | Фарерські острови | 0 – 6                   | Португалія           | Відбір до ЧС 2018     | -    | 68'                          |
| 13-11-2016 | Фару               | Португалія        | 4 – 1                   | Латвія               | Відбір до ЧС 2018     | -    | 65'                          |
| 25-3-2017  | Лісабон            | Португалія        | 3 – 0                   | Угорщина             | Відбір до ЧС 2018     | -    |                              |
| 28-3-2017  | Фуншал             | Португалія        | 2 – 3                   | Швеція               | товариський матч      | -    | 59'                          |
| 9-6-2017   | Рига               | Латвія            | 0 – 3                   | Португалія           | Відбір до ЧС 2018     | -    | 57' 90'                      |
| 18-6-2017  | Казань             | Португалія        | 2 – 2                   | Мексика              | Кубок Конфедерацій    | 1    | 82'                          |
| 24-6-2017  | Санкт-Петербург    | Нова Зеландія     | 0 – 4                   | Португалія           | Кубок Конфедерацій    | -    | 83'                          |
| 28-6-2017  | Казань             | Португалія        | 0 – 0 д.ч. (0 – 3 п.п.) | Чилі                 | Кубок Конфедерацій    | -    | 84'                          |
| 2-7-2017   | Москва             | Португалія        | 2 – 1 д.ч.              | Мексика              | Кубок Конфедерацій    | -    | 70'                          |
| 31-8-2017  | Порту              | Португалія        | 5 – 1                   | Фарерські острови    | Відбір до ЧС 2018     | -    | 59'                          |
| 3-9-2017   | Будапешт           | Угорщина          | 0 – 1                   | Португалія           | Відбір до ЧС 2018     | -    | 86'                          |
| 7-10-2017  | Андорра-ла-Велья   | Андорра           | 0 – 2                   | Португалія           | Відбір до ЧС 2018     | -    | 79'                          |
| 23-3-2018  | Цюрих              | Португалія        | 2 – 1                   | Єгипет               | товариський матч      | -    | 61'                          |
| 26-3-2018  | Женева             | Португалія        | 0 – 3                   | Нідерланди           | товариський матч      | -    | 55'                          |
| 28-5-2018  | Брага (Португалія) | Португалія        | 2 – 2                   | Туніс                | товариський матч      | -    |                              |
| 2-6-2018   | Брюссель           | Бельгія           | 0 – 0                   | Португалія           | товариський матч      | -    | 63'                          |
| 7-6-2018   | Лісабон            | Португалія        | 3 – 0                   | Алжир                | товариський матч      | -    | 64'                          |
| 15-6-2018  | Сочі               | Португалія        | 3 – 3                   | Іспанія              | ЧС 2018 - 1-й етап    | -    | 69'                          |
| 25-6-2018  | Саранськ           | Іран              | 1 – 1                   | Португалія           | ЧС 2018 - 1-й етап    | 1    | 64', 70'                     |
| 30-6-2018  | Сочі               | Уругвай           | 2 – 1                   | Португалія           | ЧС 2018 - 1/8 фіналу  | -    | 65'                          |
| Усього     |                    | Матчів            | 80                      |                      | Голів                 | 10   |                              |

## Досягнення

### Командні
«Спортінг»
- Чемпіон Португалії: 2001-02
- Володар кубка Португалії: 2001-02
- Володар Суперкубка Португалії: 2002

«Порту»
- Чемпіон Португалії: 2005-06, 2006-07, 2007-08
- Володар кубка Португалії: 2005-06
- Володар Суперкубка Португалії: 2004, 2006
- Володар Міжконтинентального кубка: 2004

«Челсі»
- * Володар кубка Англії: 2008-09

«Інтернаціонале»
- Переможець Ліги чемпіонів: 2009-10
- Чемпіон Італії: 2008-09, 2009-10
- Володар кубка Італії: 2005-06

«Бешикташ»
- Володар кубка Туреччини: 2010-11
- Чемпіон Туреччини: 2015-16, 2016-17

«Аль-Ахлі»
- Володар кубка Президента ОАЕ: 2012-13

Юнацька збірна Португалії
- Чемпіон Європи (U-16): 2000

Збірна Португалії
- Чемпіон Європи: 2016

### Індивідуальні
- Футболіст року в Португалії: 2005, 2006